# Ruse (region)
Ruse (bulgariska: Област Русе) är en av Bulgariens 28 regioner (oblast). Den har samma namn som sin största stad och huvudort Ruse. Regionen har en area på 2 803 km² och 221 336 invånare (2017).

## Administrativ indelning
Den består av följande åtta kommuner:
| - Borovo - Bjala - Vetovo - Dve Mogili |  | - Ivanovo - Ruse - Slivo Pole - Tsenovo |